# Vioolconcert nr. 1 (Tisjtsjenko)
Boris Tisjtsjenko voltooide zijn Concert nr. 1 voor viool en orkest opus 9 in 1959. Hij volgde toen zijn muziekstudie aan het Conservatorium van Sint-Petersburg. De componist maakte in 1964 een nieuwe versie (opus 29) en die kreeg haar eerste uitvoering in Sint-Petersburg in 1967, met als solist Viktor Liberman.

## Muziek
Het concert is opgebouwd in de klassieke driedeling, maar de delen 2 en 3 zijn aan elkaar gesmeed. Opvallend aan het concert is het begin, de solist begint in zijn/haar eentje, het orkest valt pas later in. Die solo bevat tevens het thema dat het gehele concert terugkeert. In deel twee is een muzikale wervelwind te horen, die begint in de klarinetten, maar langzamerhand het gehele orkest verovert op het strakke slagwerk na. Deel 3 laat een terugkeer van het thema horen. De invloeden van Dmitri Sjostakovitsj (orkestratie en klankkleur) zijn duidelijker aanwezig dan die van Galina Oestvolskaja, zijn docente.

### Delen
1. Moderato
2. Allegro moderato, Andantino

### Orkestratie Opus 29
- 3 dwarsfluiten, 3 hobo's, 4 klarinetten, 3 fagotten
- 4 hoorns, 3 trompetten, 3 trombones, 1 tuba
- 1 pauken, 1 persoon percussie (buisklokken, glockenspiel, xylofoon)
- 2 harpen, piano, celesta
- violen, altviolen, celli, contrabassen

## Discografie
- Uitgave Northern Flowers: Viktor Liberman met het Leningrad Kamerorkest o.l.v. Edward Serov, een opname uit 1977